# André Gramain
 (octobre 2014).
André Gramain (né en 1943) est un mathématicien français, membre du groupe Nicolas Bourbaki. Ses recherches ont surtout porté sur la topologie différentielle.

## Biographie
Ancien élève de l'École normale supérieure (promotion 1961), docteur en mathématiques en juin 1970, André Gramain est nommé professeur des universités à Tours en 1972. 
Il est directeur de l’IUFM d'Orléans-Tours de 1995 à 1999. Il est par la suite président du groupe d'experts pour les programmes de mathématiques du cycle terminal STG de 2003 à 2005 et STI de 2005 à 2006, président du jury de l'agrégation interne de mathématiques de 2005 à 2008. Au cours des années 2000[Quand ?], il devient professeur à l'IUFM de Lyon.

## Œuvre

### Livres
- Géométrie élémentaire  (ISBN 978-2-70566333-9)
- Intégration, Editions Hermann, 1988, revue en 1998
- Topologie des surfaces, 1971
- Maths Et Clic 6e, 2000
- Agrégation Mathématiques - Concours Interne Et Caerpa, 2007
- Agrégation Mathématiques - Concours Interne, 2008

### Publications
- Sur les étalements ramifiés de surfaces, 1974
- Le type d'homotopie du groupe des difféomorphismes d'une surface compacte, 1973
- Sur les immersions de codimension 1 qui sont des bords, 1970
- Le théorème de Van Kampen, 1992
- Sur le groupe fondamental de l'espace des nœuds, 1977
- Rapport sur la théorie classique des nœuds (2e partie), 1990
- Rapport sur la théorie classique des nœuds (1re partie), 1975
- Sphères d'homologie rationnelle, 1974
- Groupe des difféomorphismes et espace de Teichmüller d'une surface, 1972
- Éléments de {\displaystyle \pi _{2n-1}(S^{n})} d'invariant de Hopf un, 1966
- L'invariance topologique des classes de Pontrjagin rationnelles, 1964